# Adidas International 1999
Das adidas International 1999 waren ein Tennisturnier der WTA Tour 1999 für Damen sowie ein Tennisturnier der ATP Tour 1999 für Herren, die zur gleichen Zeit vom 8. bis zum 16. Januar 1999 in Sydney stattfanden.